# Salomon Morel
Salomon Morel, chiamato anche Solomon o Shlomo (Garbów, 15 novembre 1919 – Tel Aviv, 14 febbraio 2007), è stato un funzionario polacco naturalizzato israeliano, membro del Ministerstwo Bezpieczeństwa Publicznego (Ministero della Pubblica Sicurezza della Polonia) e comandante del campo di lavoro di Zgoda a Świętochłowice nell'era staliniana in Polonia.

## Durante la guerra
Morel era figlio di un panettiere. Quando il bilancio familiare iniziò a impoverirsi, si trasferì con la zia a Łódź, dove lavorò come venditore. Dopo l'inizio della guerra tornò a vivere con i genitori. Si nascose con la sua famiglia quando scoppiò la guerra per evitare di essere deportato nel ghetto. 
Durante la guerra Morel e la sua famiglia furono nascosti da Józef Tkaczyk; nel 1983 Józef Tkaczyk fu designato come uno dei giusti tra le nazioni da Yad Vashem per aver salvato la vita di Morel. 
A quel punto, secondo l'Istituto di Memoria Nazionale Polacco, lui e il fratello organizzarono una banda criminale e si diedero alla rapina. La loro attività criminale finì quando, durante una delle rapine, furono catturati da membri dell'Esercito Popolare Polacco comunista. Secondo l'Istituto di Memoria Nazionale, per evitare la punizione, Morel diede tutta la colpa al fratello e si unì ai partigiani comunisti, per i quali lavorò come guida nelle foreste. 
Il documento di Israele col quale fu rifiutata l'estradizione affermava che Morel si era unito all'Armata Rossa nel 1942 e viveva nelle foreste quando i suoi genitori, la cognata e il fratello furono uccisi da funzionari della Polizia Polacca. L'anno successivo il fratello fu ucciso da un estremista polacco. Secondo molte fonti Morel era in quel momento internato ad Auschwitz, e più di trenta tra i suoi parenti furono uccisi nell'Olocausto.

## Il campo di Zgoda
Il campo di lavoro di Zgoda fu istituito dai servizi segreti sovietici (NKVD, precursore del KGB), dopo la liberazione della Polonia meridionale da parte dell'Armata Rossa. Il campo fu poi assegnato al servizio segreto comunista polacco, il noto Urząd Bezpieczeństwa. Ufficialmente, le persone prigioniere del campo erano prigionieri politici e tedeschi, ma la maggior parte di essi erano civili tedeschi e polacchi, inclusi donne e bambini. 
Il 15 marzo 1945 Morel diventò un capo del campo. Secondo Jonathan Sack: «Durante la prima notte a Świętochłowice, quando il primo contingente di tedeschi arrivò alle 10 di sera circa, lui andò in una delle baracche e disse ai prigionieri: Mi chiamo Morel, sono un ebreo. Mia madre, mio padre, la mia famiglia penso siano tutti morti e ho giurato che se ne fossi uscito vivo, mi sarei rifatto su voi nazisti. E ora pagherete per quello che avete fatto».
Le ricerche hanno mostrato che, su 6000 reclusi, 1695 prigionieri sono morti a causa di epidemie di dissenteria, tifo e febbri, causate dalla fame e dalle cattive situazioni igieniche del campo, e che Morel non si preoccupò di evitare lo scoppio di queste epidemie anzi, le favorì riducendo le razioni di cibo, torturando e maltrattando i prigionieri ed evitando di applicare molte norme sanitarie.
Morel è stato accusato di aver creato condizioni di vita insopportabili, torture e abusi psicologici, che condussero i prigionieri all'annichilimento. 
Nel 1945 i superiori di Salomon Morel del Ministero di Pubblica sicurezza ammisero le sue responsabilità per il diffondersi delle epidemie e lo punirono mettendolo agli arresti domiciliari per tre giorni.

## Controversie sull'estradizione
Nel 1992 scappò in Israele dopo che i media polacchi avevano iniziato a rendere pubblico il caso. Rifiutò di ritornare in Polonia, dov'è accusato di crimini di guerra e crimini contro l'umanità.
Nel 1998 fu rifiutata da Israele una richiesta di estradizione per Morel. La risposta inviata al Ministero della Giustizia polacco diceva che Israele non avrebbe preso in considerazione l'estradizione perché il crimine era caduto in prescrizione. 
Nell'aprile 2004 la Polonia richiese un'altra volta l'estradizione con prove schiaccianti, comprobanti i crimini contro l'umanità. Nel luglio 2005 questa richiesta fu ancora una volta formalmente rifiutata. Il responso rigettò le accuse bollandole come false, e comunque i reati erano caduti in prescrizione e Morel era in cattive condizioni di salute.
| Controllo di autorità | VIAF (EN) 52563961 · LCCN (EN) no2016080346 · GND (DE) 122182448 |